# Bugs - Le spie senza volto
Bugs - Le spie senza volto (Bugs) è una serie televisiva britannica in 40 episodi trasmessi per la prima volta nel corso di 4 stagioni dal 1995 al 1999.
È una serie d'azione a sfondo fantascientifico incentrata sulle vicende di un team di specialisti indipendenti ed esperti di tecnologia in lotta contro la criminalità, che affrontano una varietà di minacce basate su computer e altre tecnologie avanzate.

## Personaggi e interpreti
- Roslyn 'Ros' Henderson (40 episodi, 1995-1999), interpretata da Jaye Griffiths.
- Nicholas Beckett (40 episodi, 1995-1999), interpretato da Jesse Birdsall.
- Ed Russell (30 episodi, 1995-1997), interpretato da Craig McLachlan.
- Barbara 'Jan' (20 episodi, 1997-1999), interpretata da Jan Harvey.
- Alex Jordan (20 episodi, 1997-1999), interpretato da Paula Hunt.
- Lacombe (14 episodi, 1995-1996), interpretato da Martin McDougall.
- Ed Russell (10 episodi, 1998-1999), interpretato da Stephen Houghton.
- Jean-Daniel Marcel (8 episodi, 1995-1996), interpretato da Gareth Marks.
- Channing Hardy (7 episodi, 1997-1998), interpretato da Michael Grandage.
- Adam Mosby (6 episodi, 1998-1999), interpretato da Joseph May.
- Roland Blatty (5 episodi, 1995-1997), interpretato da Robert Morgan.
- Christa (5 episodi, 1998-1999), interpretata da Sandra Reinton.
- Dent (4 episodi, 1995-1999), interpretato da Richard Durden.
- Cassandra (3 episodi, 1996), interpretata da Beth Goddard.
- Guardia carceraria (3 episodi, 1996), interpretata da Linda Armstrong.
- Coral (3 episodi, 1998-1999), interpretato da Shezwae Powell.
- Zito (2 episodi, 1996), interpretato da Simon Dormandy.
- Kitty McHaig (2 episodi, 1997), interpretata da Leslie Ash.

## Produzione
La serie, ideata da Brian Eastman e Stuart Doughty, fu prodotta da Carnival Films. Le musiche furono composte da Gavin Greenaway e Roger Bolton.

### Registi
Tra i registi sono accreditati:
- John Stroud in 7 episodi (1997-1999)
- Brian Farnham in 6 episodi (1995-1996)
- Ken Grieve in 5 episodi (1995)
- Brian Grant in 5 episodi (1998-1999)
- Gwennan Sage in 4 episodi (1997-1998)
- Matthew Evans in 3 episodi (1997)

### Sceneggiatori
Tra gli sceneggiatori sono accreditati:
- Brian Clemens in 40 episodi (1995-1999)
- Stephen Gallagher in 10 episodi (1995-1997)
- Terry Borst in 7 episodi (1996-1999)
- Frank De Palma in 3 episodi (1998-1999)
- Duncan Gould in 2 episodi (1995)
- Clive Hopkins in 2 episodi (1997)
- Colin Brake in 2 episodi (1998-1999)
- Alex Stewart in 2 episodi (1998-1999)
- Michael J. Bassett
- Gregory Evans

## Distribuzione
La serie fu trasmessa nel Regno Unito dal 1º aprile 1995 al 28 agosto 1999  sulla rete televisiva BBC One. In Italia è stata trasmessa dal 1997 su RaiTre con il titolo Bugs - Le spie senza volto.
Alcune delle uscite internazionali sono state:
- nel Regno Unito il 1º aprile 1995 (Bugs)
- nel Regno Unito il 1º aprile 1995
- in Israele il 7 febbraio 1996
- in Francia l'11 febbraio 1996 (Bugs)
- in Australia il 19 aprile 1996
- in Nuova Zelanda il 24 settembre 1996
- in Germania il 22 marzo 1997
- in Svezia il 14 gennaio 1998
- in Russia il 10 settembre 1998
- in Portogallo il 10 gennaio 1999
- in Italia (Bugs - Le spie senza volto)

## Episodi
| Stagione         | Episodi | Prima TV Regno Unito | Prima TV Italia |
| ---------------- | ------- | -------------------- | --------------- |
| Prima stagione   | 10      | 1995                 |                 |
| Seconda stagione | 10      | 1996                 |                 |
| Terza stagione   | 10      | 1997                 |                 |
| Quarta stagione  | 10      | 1998-1999            |                 |